# كيمبرلي ويليس هولت
كيمبرلي ويليس هولت (بالإنجليزية: Kimberly Willis Holt)‏ هي كاتِبة وكاتبة للأطفال أمريكية، ولدت في 9 سبتمبر 1960 في بينساكولا في الولايات المتحدة.